# 크탈라르 아라스 데르비
크탈라르 아라스 데르비(튀르키예어: Kıtalar Arası Derbi, 대륙간 더비)는 페네르바흐체와 갈라타사라이(터키를 대표하는 축구 클럽이자 이스탄불의 아시아 측과 유럽 측을 각각 대표하는 두 팀) 간의 축구 더비 경기를 지칭한다. 이 경기는 쉬페르리그에서 가장 성공적인 두 팀간의 경기이다. 또한 많은 이스탄불의 클럽들 중 두 팀간의 지역 더비로도 분류된다. 이 경기는 100년이 넘은 더비 경기로, 전통적으로 많은 관중을 끌어모으며, 치열한 경기로 발전하였고, 씁쓸한 경기가 되곤 하였다.

## 경기장
| 페네르바흐체             | · 페네르바흐체갈라타사라이크탈라르 아라스 데르비(튀르키예) | 갈라타사라이         |
| ------------------------ | ---------------------------------------------------------- | -------------------- |
| 쉬크뤼 사라졸루 스타디움 | · 페네르바흐체갈라타사라이크탈라르 아라스 데르비(튀르키예) | 튀르크 텔레콤 아레나 |
| 수용인원: 50,509명       | · 페네르바흐체갈라타사라이크탈라르 아라스 데르비(튀르키예) | 수용인원: 52,652명   |
|                          | · 페네르바흐체갈라타사라이크탈라르 아라스 데르비(튀르키예) |                      |